# Constantin Göttfert
 (octobre 2017).
Si vous disposez d'ouvrages ou d'articles de référence ou si vous connaissez des sites web de qualité traitant du thème abordé ici, merci de compléter l'article en donnant les références utiles à sa vérifiabilité et en les liant à la section « Notes et références ».
Constantin Göttfert (né en 1979 à Vienne) est un écrivain autrichien.

## Biographie
Il a étudié la philologie allemande et la culture à l'Université de Vienne, ainsi qu'au Deutsche Institut de Leipzig. Göttfert vit à Vienne.

## Ouvrages
- Holzung, Gosau 2006  (ISBN 978-3-901435-81-2)
- Dans dieser Wildnis, Leipzig 2010  (ISBN 978-3-940691-15-6)
- Satus Katze, Munich 2011  (ISBN 978-3-406-62164-2)
- Steiners Geschichtek, Munich 2020  (ISBN 978-3406-66757-2)
- L'histoire de Steiner [1]

## Récompense
- 2006 : Wiener Werkstattpreis